# Toilet Stories
Toilet Stories (auch TOILETS – Ein buntes Potpourri der menschlichen Niedertracht) ist das gemeinsame Spielfilmdebüt des Autoren- und Regieduos Sören Hüper und Christian Prettin. Der mit Crowdfunding teilfinanzierte Episodenfilm hatte seine Premiere am 23. Januar 2014 beim Filmfestival Max Ophüls Preis, der Kinostart war am 13. August 2015.

## Handlung
Der Film erzählt fünf Geschichten aus Deutschlands Toiletten:
Loni, eine der großen deutschen Schwimmhoffnungen, flüchtet vor einer Dopingkontrolle aufs stille Örtchen. Ihr Mannschaftsarzt Dr. Dietrich versucht alles, um ihre Karriere noch zu retten.
Der Baumarktmitarbeiter Martin Rolfes nimmt in seiner Mittagspause seinem Kunden Herrn Jansen auf dem Personal-WC eine Beichte ab, die ihn vor eine schwerwiegende moralische Entscheidung stellt.
Nachdem Frau Schohusens Ehemann einen schweren Schlaganfall erlitten hatte, lässt sie sich bezüglich einer WC-Brillen-Erhöhung beraten. Dabei gerät sie an den skrupellosen Verkäufer Herrn Tapken, für den sich aus dem Gespräch ungeahnte Geschäftsmöglichkeiten auftun.
Der rüstige Rentner Manfred Kasunke wird auf dem WC einer heruntergekommenen U-Bahn-Station von zwei Jugendlichen brutal attackiert, doch Manfred weiß sich zur Wehr zu setzen.
Patricia und Charlotte begegnen sich bei einem Charity-Event zufällig im Ladies’ Room und merken, dass es bei ihrem Männergeschmack pikante Überschneidungen gibt.

## Kritik
Der Filmdienst schreibt, der Episodenfilm konzipiere eine „beinahe ethnologische Typen-Studie als politisch inkorrekten Abgesang auf die menschliche Spezies, wobei er satirische Übertreibungen als adäquates Mittel gegen die Niedertracht des Seins“ betrachte. Im Film würden „vor allem die Schauspieler auf[trumpfen], während die Leistungen von Kamera und Schnitt eher bescheiden ausfallen“.
Beim Filmfestival Max Ophüls Preis wurde der Film als „rabenschwarze, in Episoden verschachtelte Komödie voller Habgier, Arroganz, Stumpfsinn, Heuchelei und Gewalt“ beschrieben.